# ميخائيل الأول (بابا الإسكندرية)
ميخائيل الأول المعروف أيضاً باسم خائيل الثالث، بابا الإسكندرية وبطريرك الكرازة المرقسية للأقباط الأرثوذكس رقم 56. وأقام بطريركاً 27 سنة وشهراً واحداً وتسعة أيام، في الفترة من 25 أبريل 880 حتى 16 مارس 907 م، وتوفي. وخلا الكرسي بعده سنتان وشهران.